# Naxa craspedota
Naxa craspedota là một loài bướm đêm trong họ Geometridae.